# O'G3NE
«O'G3NE» (вимовляється як О-Джин) — нідерландський попгурт, який складається з трьох сестер Вол: Лізи, Емі і Шеллі. 2007 року дівчата представляли Нідерланди на Дитячому Євробаченні 2007 в Роттердамі з піснею «Adem in, adem uit». 2014 року сестри перемогли на п'ятому сезоні нідерландської версії шоу «Голос». Вони стали першим тріо, яке посіло перше місце серед усіх міжнародних версій «Голосу».
29 жовтня 2016 року було оголошено, що гурт «O'G3NE» представлятиме Нідерланди на Євробаченні 2017, яке відбудеться у Києві. За підсумками голосування посіли	11 місце.

## Історія гурту

### Початок кар'єри
Ліза Вол народилася 21 липня 1994 року, натомість двійнята Емі і Шеллі народились роком пізніше (1995) 18 жовтня. Усі сестри були народжені в Дордрехті, а росли у маленькому містечку Фейнарті. 2007 року вони були обрані представниками Нідерландів на Дитячому пісенному конкурсі Євробачення 2007, який того року відбувався у Роттердамі. Вони посіли одинадцяте місце із піснею «Adem in, adem uit». Наступного року дівчата презентують альбом під назвою «300 %», а 2011 року виходить їхній другий студійний альбом «Sweet 16».

### 2014—2016:«Голос Голландії», прорив і«We Got This»
Після короткої перерви після виходу їхнього другого студійного альбому 2011 року, дівчата потрапили до п'ятого сезону нідерландської версії шоу «Голос» під новою назвою «O'G3NE». На сліпих прослуховуваннях вони виконали пісню «Emotion» гурту «Bee Gees», чим привернули увагу всіх чотирьох членів журі. Вони приєднались до команди Марко Борсато. Гурт брав участь у конкурсі до кінця шоу і переміг у фіналі з піснею «Magic». 2016 року дівчата були учасницями нідерландського шоу «De beste zangers van Nederland» (Найкращі співаки Нідерландів). Їхній третій студійний альбом, «We Got This», піднявся на першу сходинку нідерландського національного музичного чарту.
| Виконання і результати на «Голосі Голландії» | Виконання і результати на «Голосі Голландії»    | Виконання і результати на «Голосі Голландії» | Виконання і результати на «Голосі Голландії» | Виконання і результати на «Голосі Голландії» | Виконання і результати на «Голосі Голландії»                   | Виконання і результати на «Голосі Голландії» |
| Етап                                         | Пісня                                           | Оригінальний виконавець                      | Дата                                         | Бали                                         | Результати                                                     |                                              |
| -------------------------------------------- | ----------------------------------------------- | -------------------------------------------- | -------------------------------------------- | -------------------------------------------- | -------------------------------------------------------------- | -------------------------------------------- |
| Сліпі прослуховування                        | «Emotion»                                       | Bee Gees                                     | 12 вересня 2014 року                         | 3.12                                         | Повернулися всі члени журі Приєднання до команди Марко Борсато |                                              |
| Батли                                        | «I See Fire» (разом з Ґабріелою Массою)         | Ед Ширан                                     | 24 жовтня 2014 року                          | 9.7                                          | Врятовані наставником                                          |                                              |
| Зіткнення                                    | «Mirrors» (разом з Абіґаїлом Мартіною)          | Джастін Тімберлейк                           | 21 листопада 2014 року                       | 13.8                                         | Врятовані телеглядачами                                        |                                              |
| Зіткнення                                    | «Story of My Life» (разом з Абіґаїлом Мартіною) | One Direction                                | 21 листопада 2014 року                       | 13.8                                         | Врятовані телеглядачами                                        |                                              |
| Прямі ефіри                                  | «Buttons»                                       | The Pussycat Dolls                           | 28 листопада 2014 року                       | 14.7                                         | Врятовані телеглядачами                                        |                                              |
| Прямі ефіри                                  | «Change Will Come»                              | Алаїн Кларк                                  | 5 грудня 2014 року                           | 15.11                                        | Врятовані телеглядачами                                        |                                              |
| Півфінал                                     | «Hold On»                                       | «Wilson Phillips»                            | 12 грудня 2014 року                          | 16.3                                         | Врятовані телеглядачами                                        |                                              |
| Півфінал                                     | «Magic»                                         | «O'G3NE»                                     | 12 грудня 2014 року                          | 16.10                                        | Врятовані телеглядачами                                        |                                              |
| Фінал                                        | «Change Will Come» (разом з Алаїном Кларком)    | Алаїн Кларк                                  | 19 грудня 2014 року                          | 17.4                                         | Врятовані телеглядачами                                        |                                              |
| Фінал                                        | «Emotion»                                       | «Destiny's Child»                            | 19 грудня 2014 року                          | 17.7                                         | Врятовані телеглядачами                                        |                                              |
| Фінал                                        | «Magic»                                         | «O'G3NE»                                     | 19 грудня 2014 року                          | 17.10                                        | Переможці                                                      |                                              |

### 2016-донині: Пісенний конкурс Євробачення 2017

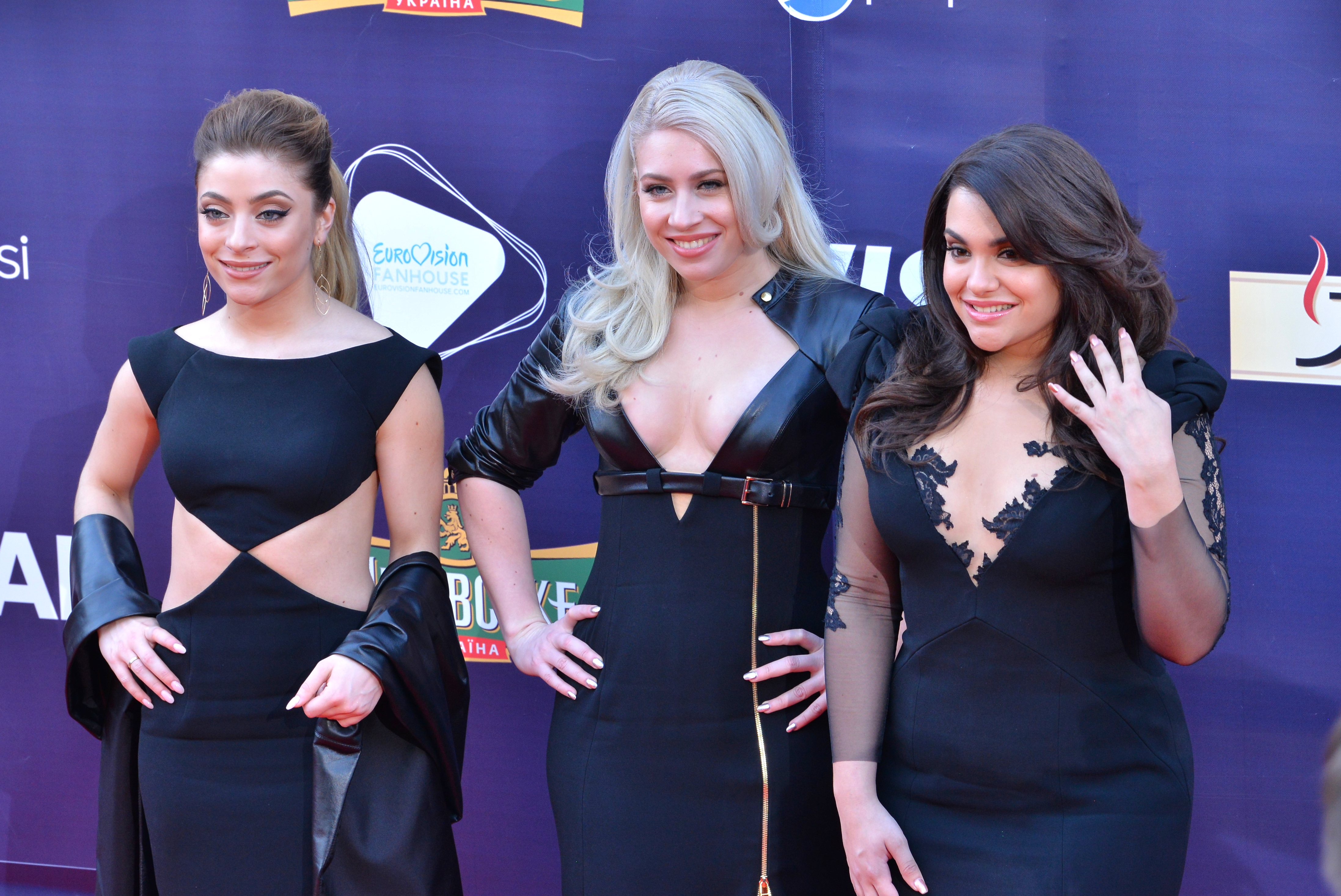
Група O'G3NE на червоній доріжці київського Євробачення-2017

Після тривалих здогадок 29 жовтня 2016 року нідерландське телебачення підтвердило, що саме гурт «O'G3NE» представлятиме Нідерланди на пісенному конкурсі Євробачення 2017 у Києві.

## Дискографія

### Студійні альбоми
| «300 %»                                                               | - Дата виходу: 2 червня 2008 року - Формат: CD, digital download - Лейбл: Dino Music, EMI | 26 |
| «Sweet 16»                                                            | - Дата виходу: 16 жовтня 2011 року - Формат: CD, digital download - Лейбл: Dino Music     | 45 |
| «We Got This»                                                         | - Дата виходу: 30 вересня 2016 року - Формат: CD, digital download - Лейбл: BMG           | 1  |
| «—» означає, що альбом не потрапив до національного чарту цієї країни |                                                                                           |    |

### Сингли
| «Adem in, adem uit»                                                    | 2007 | 55  | «300 %»           |
| «Zet 'm op!»                                                           | 2008 | 60  | «300 %»           |
| «Strand»                                                               | 2008 | —   | «300 %»           |
| «The Power of Christmas»                                               | 2008 | 98  | Сингл без альбому |
| «Op de radio»                                                          | 2012 | —   | Сингл без альбому |
| «Al mijn vrienden»                                                     | 2013 | —   | Сингл без альбому |
| «Diep in de nacht»                                                     | 2013 | —   | Сингл без альбому |
| «Magic»                                                                | 2014 | 3   | Сингл без альбому |
| «Wings to Fly»                                                         | 2015 | 100 | Сингл без альбому |
| «Take the Money and Run»                                               | 2016 | 30  | «We Got This»     |
| «Loved You First»                                                      | 2016 | —   | «We Got This»     |
| «—» означає, що пісня не потрапила до національного чарту цієї країни. |      |     |                   |